# Demokrácia a Szabadság – Margaréta
Demokrácia a Szabadság – Margaréta (olaszul: Democrazia è Libertà – La Margherita, rövidítése: DL), a köznyelvben Margaréta-párt, reformszellemiségű balközép párt volt 2002 és 2007 között Olaszországban.

## Története
A párt elődjei 1998-ban a Friuli-Venezia Giuliában tartott regionális választáson szerveződtek egységbe: Demokratikus Egység a Köztársaságért, Dini Lista, Olasz Republikánus Párt és a Szlovén Nemzetiségi Párt.
A párt tagja volt 2006 és 2008 között a Második Prodi-kormánynak, amelyben 8 miniszteri és 16 államtitkári posztot kapott:
- Francesco Rutelli: miniszterelnök-helyettes
- Enrico Letta: a Miniszterelnöki Hivatal államtitkára
- Arturo Parisi: honvédelmi miniszter
- Giuseppe Fioroni: közoktatási miniszter
- Paolo Gentiloni: kommunikációs miniszter
- Linda Lanzillotta: regionális ügyekért felelős miniszter
- Giulio Santagata: kormánykommunikációs miniszter
- Rosy Bindi: családügyi miniszter

A párt 2007-ben beolvadt a balközép pártokat tömörítő Demokrata Pártba, melynek vezetője Pier Luigi Bersani lett.

## Választási eredmények
|          | Szavazatok száma    | %                   | Mandátumok |    |
| 2001     | Alsóház             | 5 391 827           | 14,52      | 80 |
| Szenátus | az Olajfa részeként | -                   | 43         |    |
| 2004     | az Olajfa részeként | -                   | 7          |    |
| 2006     | Alsóház             | az Olajfa részeként | -          | 90 |
| Szenátus | 3 664 622           | 10,72               | 39         |    |

## Fordítás
- Ez a szócikk részben vagy egészben  a   Democrazia è Libertà - La Margherita című olasz Wikipédia-szócikk ezen változatának fordításán alapul.  Az eredeti cikk szerkesztőit annak laptörténete sorolja fel. Ez a jelzés csupán a megfogalmazás eredetét és a szerzői jogokat jelzi, nem szolgál a cikkben szereplő információk forrásmegjelöléseként.